# University of Aberdeen
University of Aberdeen (ang. University of Aberdeen; scots University o Aiberdeen; skrót Aberd. po tytule zawodowym lub naukowym; gael. Oilthigh Obar Dheathain) – brytyjski uniwersytet publiczny, tradycyjnie zaliczany do średniowiecznych uniwersytetów, posiada status uczelni badawczej (ang. research university). Uniwersytet znajduje się w miejscowości Aberdeen w północno-wschodniej Szkocji i jest piątym najstarszym na świecie uniwersytetem w krajach anglojęzycznych oraz trzecim najstarszym uniwersytetem w Szkocji, założonym w 1495 roku. 
W swej dzisiejszej postaci powstał w 1860 roku, w wyniku fuzji organizacyjnej dwóch kolegiów działających w Aberdeen znacznie wcześniej: założonego w 1495 King’s College oraz powołanego do życia w 1593 Marischal College. Budynki uniwersytetu są symbolami Aberdeen, szczególnie Marischal College w centrum miasta i wieża koronna King’s College w Old Aberdeen. Według QS World University Rankings uczelnia konsekwentnie plasuje się w czołówce 200 najlepszych uniwersytetów na świecie i znajduje się na liście 20 najlepszych uniwersytetów w Wielkiej Brytanii. Uniwersytet w Aberdeen został również nazwany Szkockim Uniwersytetem Roku 2019 przez The Times and Sunday Times Good University Guide.
Nauczanie i badania naukowe są prowadzone na dwóch kampusach: Old Aberdeen i Foresterhill; przy czym rolę kampusów pełnią zabytkowe siedziby obu dawnych kolegiów. Nauki humanistyczne, społeczne, fizyczne oraz główna biblioteka uniwersytecka znajdują się w Old Aberdeen, a nauki o życiu i medycynie mieszczą się w Foresterhill. Kampus uniwersytecki Foresterhill znajduje się obok szpitala Aberdeen Royal Infirmary i mieści Szkołę Medycyny, Nauk Medycznych i Dietetyki oraz Szkołę Stomatologii. Budynki te stanowią jedno z największych w Europie centrów klinicznych i kampusów zdrowia.
Uniwersytet kształci 14 500 studentów ze 120 krajów: 10 210 na poziomie studiów licencjackich, a pozostałą część stanowią magistranci i doktoranci. Kanclerzem uniwersytetu jest Kamila, Jej Królewska Wysokość księżna Kornwalii. Pięciu laureatów Nagrody Nobla jest związanych z Uniwersytetem w Aberdeen.

## Historia
Uniwersytet w Aberdeen jest średniowiecznym uniwersytetem założonym w 1495 roku przez Williama Elphinstone’a, biskupa Aberdeen i kanclerza Szkocji, który zwrócił się z prośbą do papieża Aleksandra VI w imieniu króla Szkocji, Jakuba IV Stewarta o założenie King’s College, czyniąc go trzecim najstarszym uniwersytetem w Szkocji i piątym najstarszym w krajach anglojęzycznych na świecie. Dzisiejszy uniwersytet powstał w 1860 roku w wyniku połączenia King’s College i Marischal College, drugiej uczelni założonej w 1593 roku jako protestancka alternatywa dla tej pierwszej.

## Kampusy
Na terenie uczelni znajdują się zarówno 500-letnie historyczne budynki, jak i obiekty nowoczesne. Kampus King’s College w Old Aberdeen jest historycznym centrum Uniwersytetu i posiada nowoczesną  bibliotekę Sir Duncan Rice Library oraz pierwszej klasy obiekty sportowe w Aberdeen Sports Village.
Oryginalne budynki obu uczelni są podziwiane pod względem architektonicznym i są znakami charakterystycznymi Aberdeen. Główny kampus znajduje się obecnie w Old Aberdeen (King’s College), gdzie pierwotne budynki są nadal używane w dodatku do wielu nowszych budynków w większości w modernistycznym stylu.
Uniwersytet posiada dwa kampusy: Old Aberdeen i Foresterhill. Kolegium Nauk Humanistycznych i Społecznych oraz Kolegium Nauk Fizycznych znajdują się w kampusie Old Aberdeen, a Kolegium Nauk o Życiu i Medycyny mieści się w kampusie Foresterhill.

### Old Aberdeen
Kampus Old Aberdeen jest historycznym centrum uniwersytetu i łączy nieskazitelnie zachowane budynki z najnowocześniejszymi obiektami do nauki, badań naukowych i rekreacji. Szkoły, które wchodzą w skład Kolegium Nauk Humanistycznych i Społecznych oraz Kolegium Nauk Fizycznych znajdują się tutaj. Kampus Old Aberdeen zajmuje powierzchnię 35 hektarów wokół średniowiecznych budynków King’s College.

#### King’s College

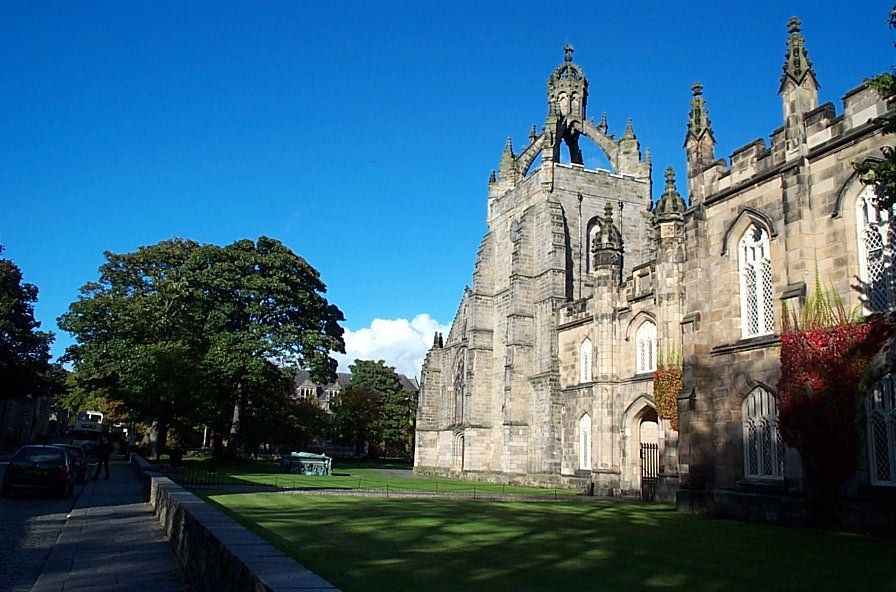
King’s College

King’s College został zbudowany na potrzeby Uniwersytetu, który został założony przez biskupa Elphinstone’a na podstawie bulli papieskiej wydanej przez papieża Aleksandra VI w dniu 10 lutego 1495 roku. Wieża King’s College jest symbolem Uniwersytetu. Budynek słynie nie tylko ze swojej fizycznej atrakcyjności, ale także ze względu na swoją symbolikę: dążenia do wiedzy.
Wieża koronna zwieńczona jest budowlą o wysokości około 12 metrów, składającą się z sześciobocznej latarni oraz imperialnej korony, obie rzeźbione i spoczywające na skrzyżowaniach dwóch łukowatych, ozdobnych połączeń, unoszących się z czterech rogów wierzchołka wieży.

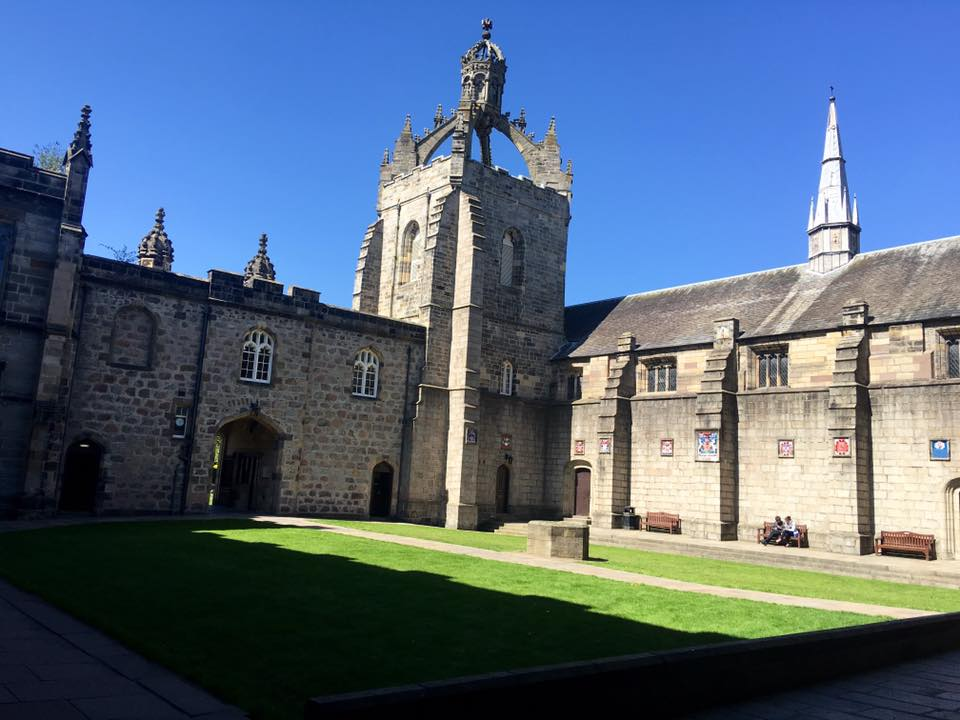
Dziedziniec King’s College

Korona jest bardzo interesującym dziełem King’s College. Jest to imperialna korona, a nie królewska, a znaczenie tego jest często mylone. Imperialna korona jest symbolem powszechnego zwierzchnictwa, w przeciwieństwie do narodowego. Prawdopodobnie korona ta została wkomponowana do architektury King’s College, aby wspierać prawo szkockiej monarchii do władzy imperialnej w Szkocji. Korona, znana również jako „korona królów”, jest symbolem Uniwersytetu. Zabytkowy King’s College tworzy czworokątny wewnętrzny dziedziniec, którego dwie strony zostały przebudowane i rozbudowane o skrzydło biblioteczne w XIX wieku. Wieża koronna i kaplica to najstarsze części, które pochodzą z około 1500 roku.
King’s College jest obecnie częścią kampusu Old Aberdeen, a jego tylna część jest nadal wykorzystywana jako pawilon sportowy. Niezmiennie pozostaje on symbolicznym centrum stale rozwijającego się kampusu Uniwersytetu w Aberdeen. Skrzydło King’s College, gdzie znajduje się biblioteka, zostało przekształcone w miejsce wystawowe i konferencyjne w latach 90. XX wieku, a obecnie nauczane są w tym miejscu również teologia, historia sztuki i religioznawstwo.

#### New King’s

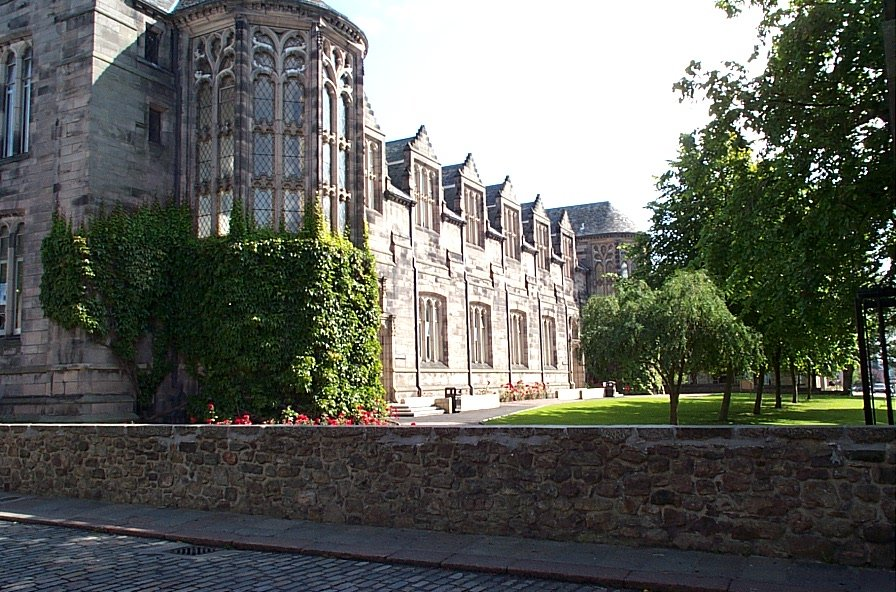
New King’s

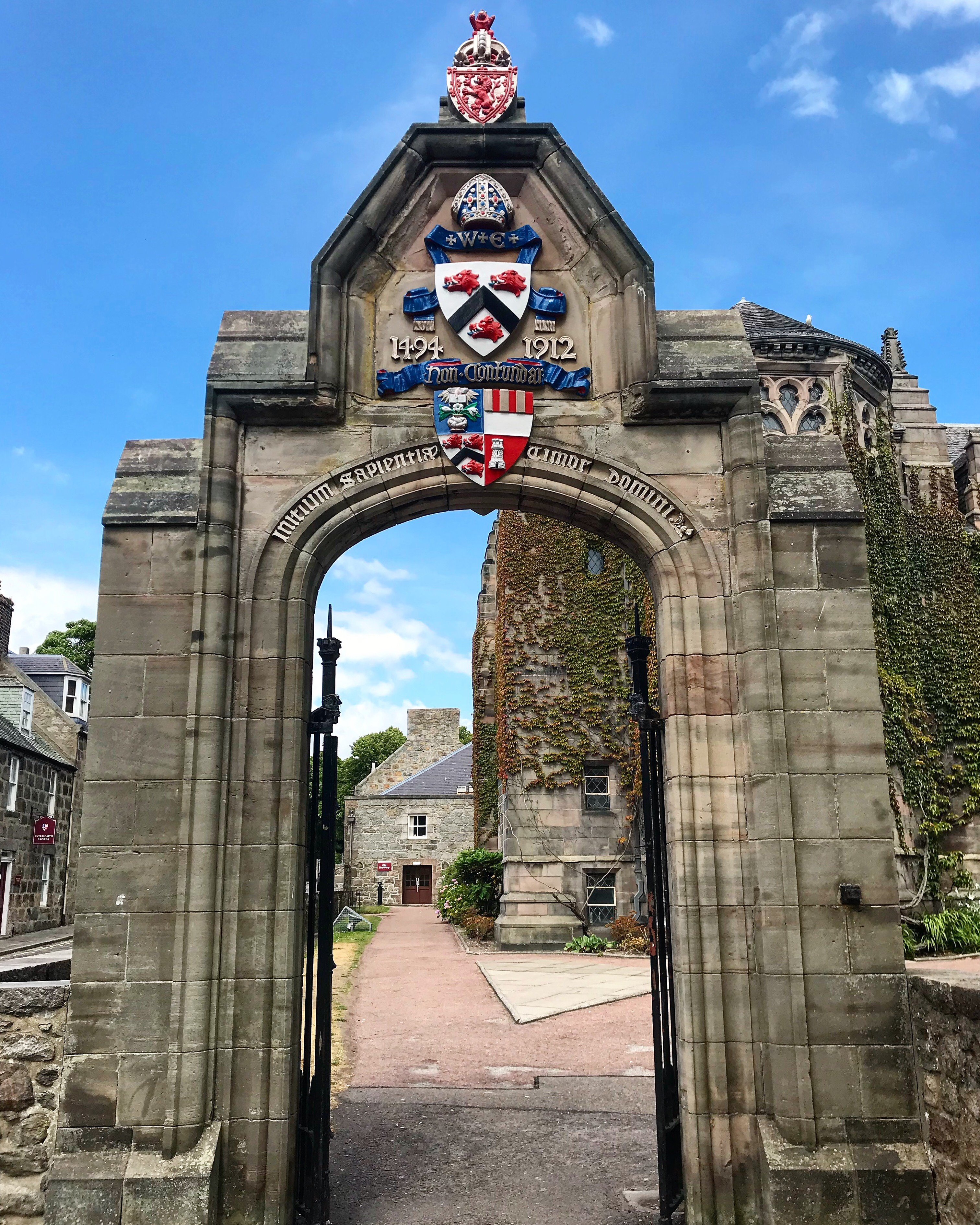
Brama prowadząca na dziedziniec New King’s w Old Aberdeen przedstawia, od góry do dołu, herb Szkocji, herb biskupa Elphinstone’a i herb uczelni. Widnieje również wygrawerowane łacińskie motto uniwersytetu, Initium Sapientiae Timor Domini

Pierwszy z nowych etapów budowy w kampusie Old Aberdeen rozpoczął się od budowy w 1913 roku New Building (obecnie znanego jako „New King’s”), w dużej mierze w stylu podobnym do sąsiednich budynków. Ten duży budynek został zbudowany jako seria sal wykładowych, aby sprostać rosnącym potrzebom Uniwersytetu i nadal służy temu samemu celowi. New King’s stworzył na kampusie jeszcze większy dziedziniec pełen zieleni, który graniczy z High Street oraz Elphinstone Hall.

#### Sir Duncan Rice Library
Najnowszym budynkiem na kampusie jest główna biblioteka Sir Duncan Rice Library, ukończona w 2011 roku i zaprojektowana przez duńskich architektów Schmidta, Hammera i Lassena. Została oficjalnie otwarta przez królową Elżbietę II w towarzystwie księcia Filipa 24 września 2012 roku i nadano jej imię Duncana Rice’a, byłego rektora Uniwersytetu. Budowa kosztowała 57 milionów funtów. 
 Budynek został zaprojektowany, aby symbolizować lód i światło północy. Ośmiopiętrową bibliotekę wyraźnie widać z całego kampusu i znacznej części miasta, a na jej wyższych piętrach można podziwiać wspaniałe widoki Aberdeen i linii brzegowej Morza Północnego. Do budowy wykorzystano 22 000 ton betonu, 2200 ton stali oraz 760 paneli szklanych. W bibliotece znajdują się 24 kilometry półek. W 2013 roku budynek Sir Duncan Rice Library otrzymał nagrody Royal Incorporation of Architects in Scotland (RIAS) oraz Royal Institute of British Architects (RIBA). Oprócz rozbudowanego obiektu mieści się w niej także przestrzeń wystawowa i historyczne zbiory uniwersyteckie, w tym ponad ćwierć miliona starożytnych i bezcennych książek oraz rękopisów zbieranych przez pięć stuleci od założenia Uniwersytetu. Inne biblioteki znajdują się w Taylor Building na tym samym kampusie (dla książek i materiałów prawniczych) oraz w Foresterhill (dla medycyny i nauk medycznych). Wszystkie biblioteki posiadają ponad milion książek.

#### Elphinstone Hall
Aula Elphinstone Hall została zaprojektowana i zbudowana w 1930 roku przez A. Marshalla Mackenziego, aby przejąć funkcje, które pierwotnie wykonywała aula Great Hall, zanim została rozebrana w 1870 roku. W Elphinstone Hall odbywają się ceremonie ukończenia studiów, egzaminy, targi i inne duże wydarzenia uniwersyteckie.
Aula została zbudowana z piaskowca zamiast granitu, który jest cechą charakterystyczną większości budynków w Aberdeen. Herby nad arkadami należą do niektórych dobroczyńców i organów lokalnych. Aula posiada drewniany dach z belek wspornikowych i ściany wyłożone dębowym drewnem. To wszystko, w połączeniu z niektórymi z najstarszych obrazów olejnych na płótnie w Szkocji, tworzy wyjątkowe tło.

#### Aberdeen Sports Village

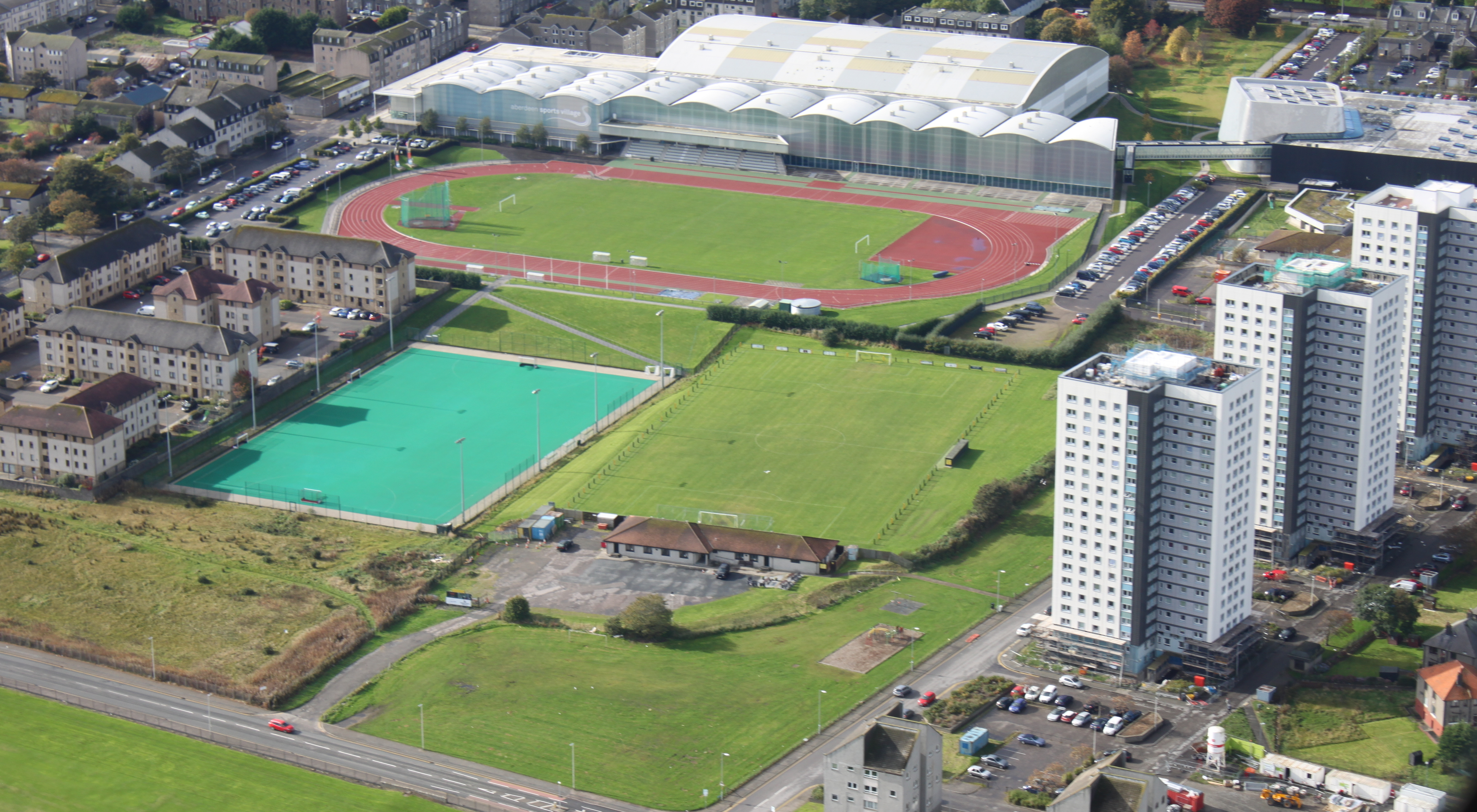
Aberdeen Sports Village

Aberdeen Sports Village o standardzie olimpijskim jest organizatorem zawodów sportowych o randze światowej. Aberdeen Sports Village współdziała z University of Aberdeen, Radą Miasta Aberdeen oraz Sportscotland. Ośrodek jest otwarty dla studentów, pracowników i społeczeństwa z udogodnieniami dla lekkoatletyki, piłki nożnej, pływania, hokeja, squasha, sztuk walki oraz boksu.
W skład obiektu wchodzą:
- 400-metrowy stadion lekkoatletyczny Chris Anderson Stadium
- pełnowymiarowe kryte boisko piłkarskie trzeciej generacji zatwierdzone przez FIFA
- hala lekkoatletyczna zatwierdzona przez IAAF ze 135-metrowymi torami do biegania, rzucania i skakania oraz strefą wolnych ciężarów
- duża wielofunkcyjna hala sportowa
- stadion piłkarski
- 9 trawiastych boisk piłkarskich
- 4 korty do squasha
- siłownia, sala fitness i sala gimnastyczna
- dwa boiska do rugby
- boisko do hokeja
- boisko do lacrosse oraz krykieta.

Obiekt pozwolił Szkocji odegrać integralną rolę w okresie poprzedzającym Igrzyska Olimpijskie w Londynie w 2012 roku oraz był wykorzystywany podczas Igrzysk Wspólnoty Narodów w 2014.

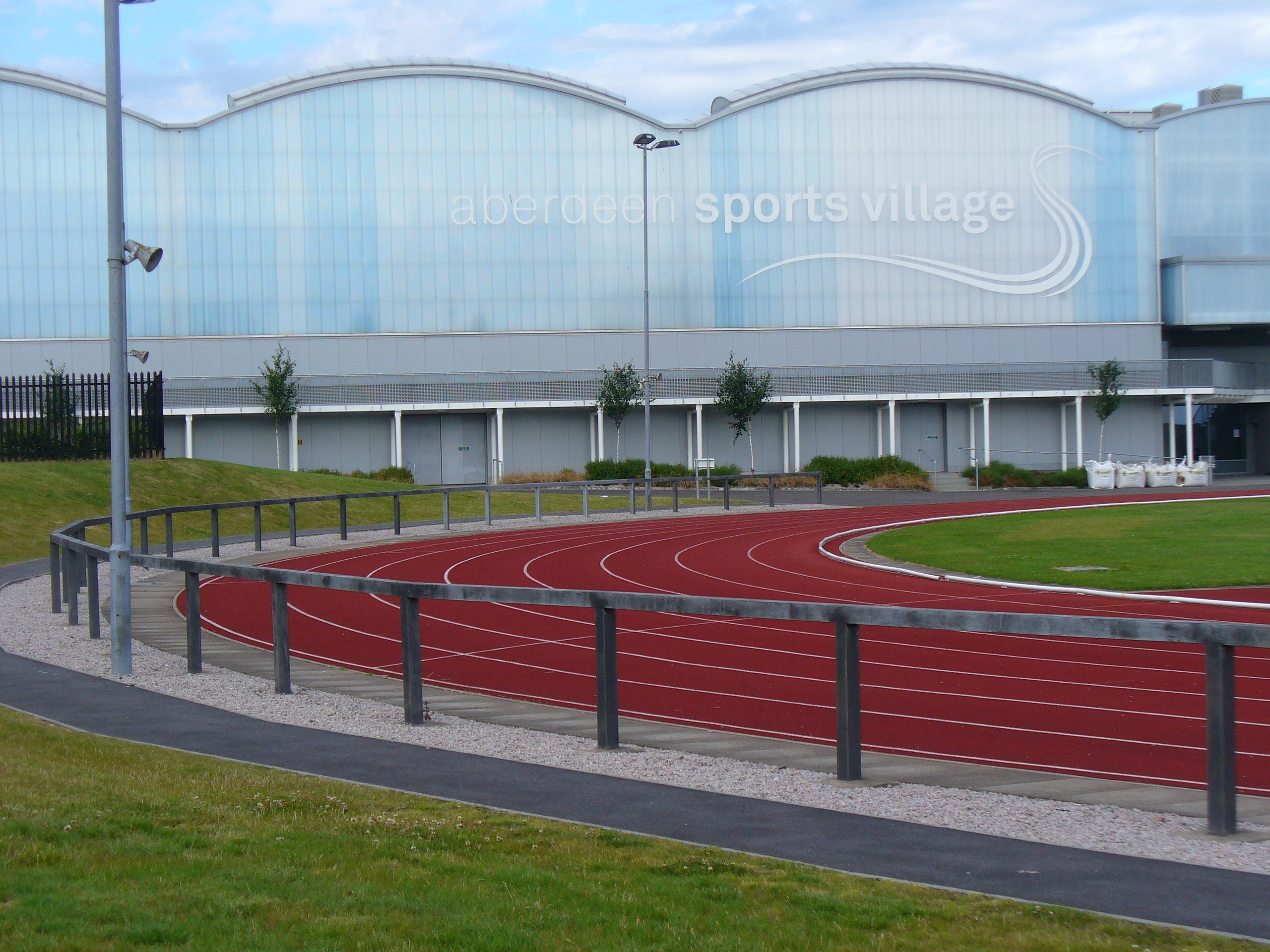
Stadion lekkoatletyczny Chris Anderson Stadium
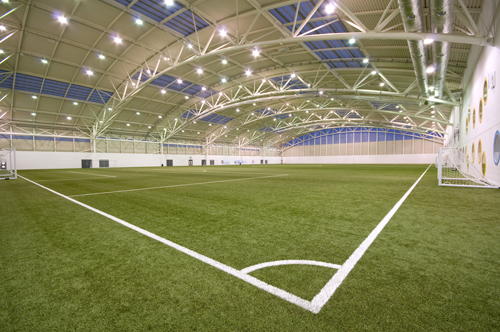
Aberdeen Sports Village (ASV) Pełnowymiarowe kryte boisko piłkarskie 3G
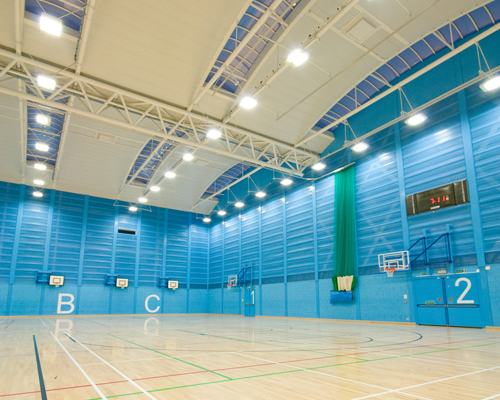
Aberdeen Sports Village (ASV) Hala sportowa

##### Aquatics Centre
Aquatics Centre jest nowym centrum sportów wodnych Uniwersytetu, które działa w ramach Aberdeen Sports Village. Obiekt został otwarty w maju 2014 roku. Dysponując 50-metrowym basenem olimpijskim oraz basenem do nurkowania o wymiarach 25 m x 16,5 m, obiekt jest gospodarzem krajowych i międzynarodowych zawodów pływackich i w nurkowaniu.

### Marischal College

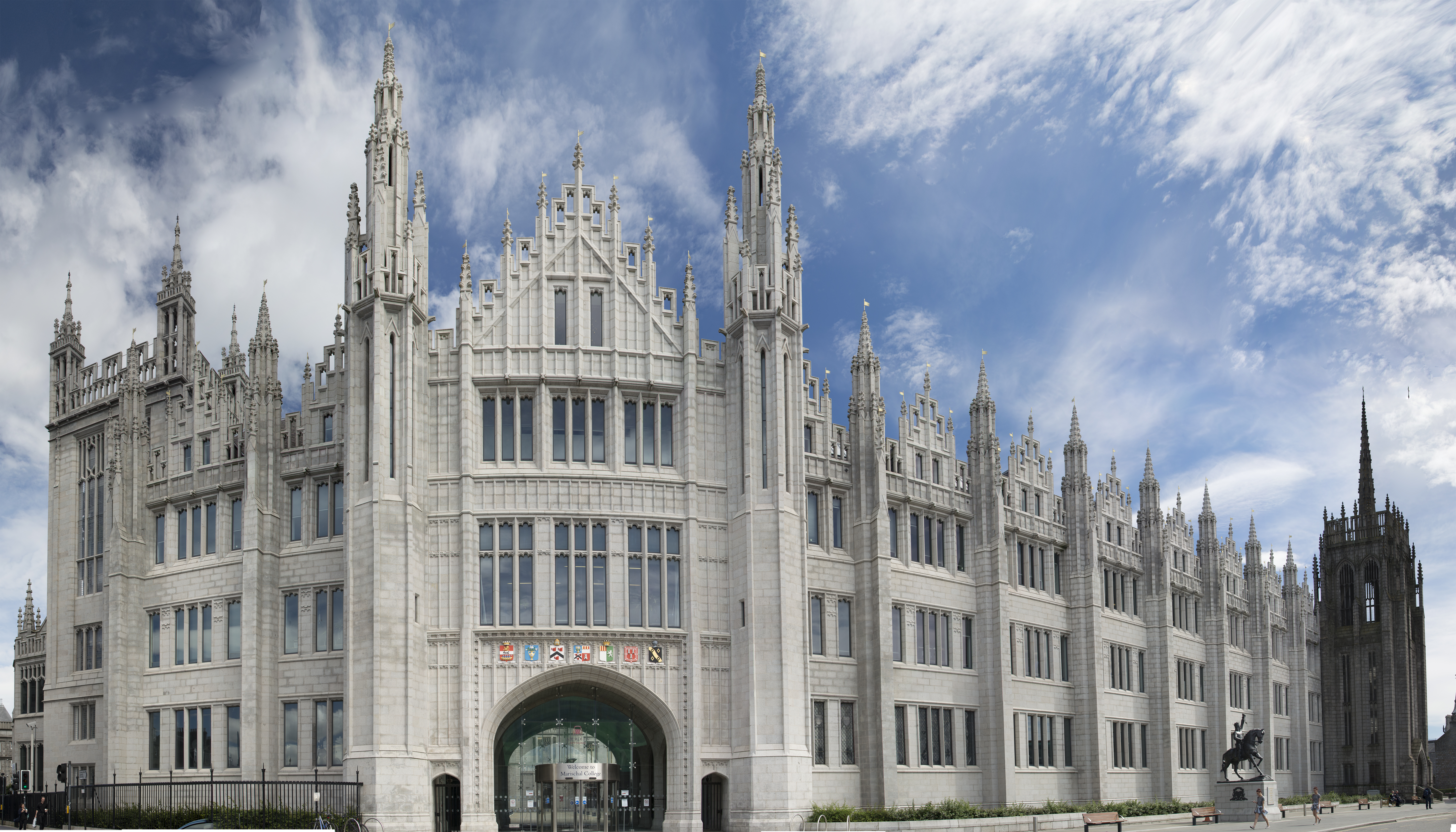
Marischal College

Marischal College został założony w 1593 roku, stając się wówczas drugim uniwersytetem w Aberdeen. King’s College został założony w 1495 roku. Oba kolegia połączyły się w 1860 roku, tworząc współczesny University of Aberdeen. Medycyna i prawo były nauczane w Marischal College, a nauki humanistyczne oraz teologia w King’s College. Budowa obecnego budynku Marischal College rozpoczęła się w 1830 roku, a druga faza została ukończona w 1906 roku. Ta dodatkowa konstrukcja uczyniła go drugim co do wielkości budynkiem granitowym na świecie. Nauczanie i badania naukowe tradycyjnie prowadzone w Marischal odbywają się obecnie w kampusach Foresterhill i King’s College, a budynek Marischal College jest aktualnie wynajmowany Radzie Miasta Aberdeen, gdzie od 2011 roku znajduje się jej siedziba. Uniwersytet nadal korzysta z części budynku, aby zapewnić miejsce swojemu muzeum Marischal Museum oraz Mitchell Hall, które były używane w przeszłości do ceremonii ukończenia studiów i innych akademickich uroczystości. Obecnie ceremonie zakończenia studiów mają miejsce w Elphinstone Hall. Wielu mieszkańców Aberdeen uważa, że Marischal College jest ikoną Granitowego Miasta oraz symbolizuje zenit w przemyśle granitowym Aberdeen.

### Foresterhill
Kampus Foresterhill zapewnia świadczenia wysokiej jakości usług zdrowotnych, edukacji i badań naukowych. Jest współwłasnością NHS Grampian oraz University of Aberdeen. Kampus uniwersytecki Foresterhill znajduje się obok szpitala Aberdeen Royal Infirmary i mieści Szkołę Medycyny, Nauk Medycznych i Dietetyki oraz Szkołę Stomatologii. Razem budynki te stanowią jedno z największych w Europie centrów klinicznych i kampusów zdrowia

## Struktura

### Kolegia, szkoły i wydziały
Uczelnia dzieli się obecnie na trzy kolegia, które z kolei dzielą się na jednostki niższego rzędu, z których najważniejsze noszą nazwę szkół. Każda szkoła składa się z licznych wydziałów i instytutów.
Kolegium Nauk Humanistycznych i Społecznych
- Szkoła Biznesu

Wydział Księgowości, Finansów i Nieruchomości
Wydział Ekonomii
Wydział Zarządzania
- Szkoła Teologii, Historii i Filozofii

Wydział Teologii i Religioznawstwa
Wydział Historii i Historii sztuki
Wydział Filozofii
Centrum Nauk Skandynawistycznych
- Szkoła Nauk Edukacyjnych

Wydział Nauk Edukacyjnych
- Szkoła Filologii, Literatury, Muzyki i Kultury Wizualnej

Wydział Anglistyki
Wydział Filmu i Kultury Wizualnej
Wydział Neofilologii
Wydział Muzyki
Wydział Języka Gaelicki
Instytut Elphinstone’a
- Szkoła Prawa

Centrum Prawa Energetycznego
Centrum Międzynarodowego Prawa Prywatnego
Centrum Prawa Cywilnego
- Szkoła Nauk Społecznych

Wydział Antropologii
Wydział Nauk Politycznych i Stosunków Międzynarodowych
Wydział Socjologii
Kolegium Nauk o Życiu i Medycyny
- Szkoła Nauk Biologicznych

Instytut Nauk Biologicznych i Środowiskowych
- Szkoła Medycyny, Nauk Medycznych i Dietetyki

Instytut Nauk Stosowanych o Zdrowiu
Instytut Nauk Medycznych
Instytut Rowetta
- Szkoła Psychologii

Kolegium Nauk Fizycznych
- Szkoła Inżynierii
- Szkoła Nauk o Ziemi

Wydział Archeologii
Wydział Geografii i Środowiska
Wydział Geologii i Geologii Naftowej
- Szkoła Nauk Przyrodniczych i Informatyki

Wydział Chemii
Wydział Informatyki
Wydział Nauk Matematycznych
Wydział Fizyki

## Władze
Podobnie jak w przypadku innych średniowiecznych uniwersytetów w Szkocji, struktura zarządzania uniwersytetem jest w dużej mierze regulowana przez ustawy o uniwersytetach w Szkocji [Universities (Scotland) Acts]. Władze Uniwersytetu składają się z trzech organów: Rady Generalnej (General Council) złożonej ze wszystkich absolwentów uczelni oraz wybranych pracowników akademickich, Sądu Uniwersyteckiego (University Court) odpowiedzialnego za finanse i administrację oraz Senatu (Senatus Academicus) – najwyższego organu akademickiego uczelni.
Uniwersytetem kieruje odpowiednio trzech głównych urzędników. Na czele stoi kanclerz, który jest tytularną głową uniwersytetu. Ponadto kanclerz jest przewodniczącym Rady Generalnej (General Council) oraz wyznacza asesora, który służy w Sądzie Uniwersyteckim (University Court). Drugim urzędnikiem Uniwersytetu jest rektor (Rector), który przewodniczy Sądowi Uniwersyteckiemu (University Court) i jest wybierany przez studentów na trzyletnią kadencję, aby reprezentować ich interesy.
Najważniejszą osobą na Uniwersytecie jest dyrektor (principal) i wicekanclerz (vice-chancellor). Sprawuje on funkcję przewodniczącego Senatu (Senatus Academicus), a jego status jako wicekanclerza umożliwia mu wykonywanie funkcji zarezerwowanych dla kanclerza pod jego nieobecność, takich jak przyznawanie stopni naukowych.

### Kanclerz
Kanclerzem uniwersytetu od 2013 jest Kamila, Jej Królewska Wysokość Księżna Kornwalii Została ona pierwszą kobietą w historii na stanowisku kanclerza uniwersytetu.
W dużej mierze rola kanclerza jest jedynie ceremonialna. Stanowisko tradycyjnie było pełnione przez biskupa Aberdeen, a obecnie kanclerz jest wybierany przez Radę Generalną (General Council). Kanclerz ma statutowe prawo nadawania stopni naukowych, ale może przekazać to zadanie wicekanclerzowi pod swoją nieobecność, dlatego stało się zwyczajem, że kanclerz mianuje dyrektora Uniwersytetu (principal) na swojego zastępcę (vice-chancellor).
Kanclerzem zostaje zazwyczaj członek rodziny królewskiej, mający szczególne znaczenie dla tej uczelni i lokalnej społeczności. W związku z tym główną rolą kanclerza jest promowanie Uniwersytetu. Kanclerz jako głowa Uniwersytetu jest konsultowany we wszystkich sprawach publicznych dotyczących jego dobra.

### Rektor
Rektor (rector) jest wybierany przez studentów na trzyletnią kadencję od 1860. Umożliwia to każdemu studentowi wzięcie udziału w głosowaniu przynajmniej raz podczas studiów. Przedtem stanowisko było ustanawiane przez władze uczelni. Jego obowiązki obejmują przewodniczenie posiedzeniom Sądu Uniwersyteckiego oraz reprezentowanie poglądów studentów na spotkaniach tego organu. 1 kwietnia 2018 rektorem ponownie została wybrana Maggie Chapman (współprzewodnicząca Szkockiej Partii Zielonych).

### Dyrektor i wicekanclerz
Dyrektorem (principal) i wicekanclerzem (vice-chancellor) uniwersytetu jest profesor George Boyne. Pełni tę funkcję od 1 sierpnia 2018. Stanowisko dyrektora i wicekanclerza jest odpowiednikiem rektora na polskich uczelniach, czyli najważniejszej osoby na uniwersytecie, która zarządza i kieruje działalnością uczelni. Ponadto jest przewodniczącym Senatu (Senatus Academicus), a będąc również wicekanclerzem wykonuje czynności zarezerwowane dla kanclerza pod jego nieobecność, takie jak przyznawanie stopni naukowych.

## Laureaci Nagrody Nobla
Z Uniwersytetem w Aberdeen związanych jest pięciu laureatów Nagrody Nobla:
- Frederick Soddy – chemik, nagrodzony Nagrodą Nobla w dziedzinie chemii w 1921 za wkład do chemii związków radioaktywnych oraz badania pochodzenia i charakteru izotopów[26].
- John Macleod – fizjolog, wspólnie z Frederickiem Bantingiem nagrodzony Nagrodą Nobla w dziedzinie fizjologii lub medycyny w 1923 za badania, które doprowadziły do odkrycia insuliny[27].
- George Thomson – fizyk, nagrodzony Nagrodą Nobla w dziedzinie fizyki w 1937 za eksperymentalne odkrycie dyfrakcji elektronów na kryształach[28].
- Lord John Boyd Orr – lekarz, biolog, polityk i dyrektor generalny Organizacji Narodów Zjednoczonych do spraw Wyżywienia i Rolnictwa (FAO), nagrodzony Pokojową Nagrodą Nobla w 1949 w uznaniu za jego wkład w ogólnoświatową walkę z głodem[29].
- Richard Laurence Millington Synge – biochemik, nagrodzony Nagrodą Nobla w dziedzinie chemii w 1952 za odkrycie chromatografii podziałowej[30].

## Znani absolwenci
Lista uwzględnia również absolwentów kolegiów, które następnie połączyły się w Uniwersytet.

### Biologia
- James Macdonald(inne języki) – ornitolog
- Charles Henry Gimingham(inne języki) – botanik, były prezes British Ecological Society
- Lawrence Ogilvie(inne języki) – fitopatolog

### Biznes
- Lord Stephen Carter(inne języki) – przedsiębiorca, polityk, dyrektor ds. marketingu i strategii w Alcatel-Lucent, były minister cyfryzacji, technologii i mediów oraz były szef kancelarii Premiera Wielkiej Brytanii Gordona Browna
- Will Whitehorn(inne języki) – członek Królewskiego Towarzystwa Aeronautycznego, były prezes Virgin Galactic
- Donald Cruickshank(inne języki) – prezes London Stock Exchange (2000–2003)
- Ian Wood(inne języki) – przedsiębiorca, miliarder, były dyrektor generalny Wood Group(inne języki)
- Martin Gilbert – dyrektor generalny Aberdeen Asset Management PLC(inne języki)
- Campbell Gemmell – profesor, wiceprzewodniczący Committee on Radioactive Waste Management, były dyrektor generalny Scottish Environment Protection Agency (2001–2012)
- Susan Rice(inne języki) – bankier, członkini rady Banku Anglii oraz Bank of Scotland, dyrektor zarządzający Lloyds Banking Group Scotland(inne języki) (2009–2014), była prezes i dyrektor generalny Lloyds TSB Scotland PLC (2000–2009)
- Iain Mackay – dyrektor finansowy grupy HSBC Holdings plc
- Iain Gray – inżynier, członek Królewskiej Akademii Inżynierii oraz Królewskiego Towarzystwa Aeronautycznego, odznaczony złotym medalem Królewskiego Towarzystwa Aeronautycznego, pierwszy dyrektor generalny Innovate UK(inne języki) (2007–2015), były dyrektor zarządzający Airbus UK(inne języki)
- James Smith – były prezes Shell UK (2004–2011), były przewodniczący Carbon Trust(inne języki) (2011–2018)[31]

### Filozofia
- Thomas Reid – filozof, metafizyk i etyk oświeceniowy, twórca szkockiej szkoły zdroworozsądkowej (Scottish School of Common Sense)
- Alexander Bain – filozof, pedagog, podwójnie wybrany rektorem Uniwersytetu w Aberdeen
- Robert Adamson(inne języki) – filozof

### Literatura
- Ali Smith – pisarka, dramaturg, dziennikarka, wykładowca akademicki, członek Królewskiego Towarzystwa Literackiego
- Simon Farquhar(inne języki) – pisarz
- Adam Roberts(inne języki) – pisarz
- George MacDonald – pisarz

### Medycyna
- Patrick Manson – lekarz, twórca dziedziny medycyny tropikalnej, pierwszy prezes Królewskiego Towarzystwa Medycyny Tropikalnej i Higieny, założyciel Londyńskiej Szkoły Higieny i Medycyny Tropikalnej
- James Cantlie(inne języki) – lekarz, wynalazca pierwszej pomocy
- William Thornton – lekarz, wynalazca, architekt, projektant Kapitolu Stanów Zjednoczonych
- Tom Patey – wspinacz, alpinista, lekarz, pisarz
- James Galloway(inne języki) – lekarz, dermatolog
- Alexander Stuart – fizyk i lekarz, laureat Medalu Copleya

### Polityka
- Lord Addington(inne języki) – polityk, członek Liberalnych Demokratów w Szkocji
- Alistair Darling – polityk, członek Partii Pracy, były kanclerz skarbu Wielkiej Brytanii
- Alasdair Allan(inne języki) – poseł Parlamentu Szkockiego, członek Szkockiej Partii Narodowej, minister rozwoju międzynarodowego i Europy w szkockim rządzie Nicoli Sturgeon
- Alistair Carmichael – polityk, poseł do Izby Gmin, były minister ds. Szkocji, zastępca lidera partii Liberalnych Demokratów w Szkocji
- Tessa Jowell – polityk, była minister kultury, mediów i sportu, odpowiedzialna za organizację Letnich Igrzysk Olimpijskich w Londynie w 2012 roku, członkini Partii Pracy
- Roseanna Cunningham(inne języki) – posłanka Parlamentu Szkockiego, członkini Szkockiej Partii Narodowej, sekretarz rady ministrów ds. środowiska, zmiany klimatu i reformy gruntów w szkockim rządzie Nicoli Sturgeon
- Dame Anne Begg(inne języki) – polityk, posłanka do Izby Gmin, członkini Partii Pracy
- Nicol Stephen(inne języki) – polityk, członek Szkockiej Partii Liberalnych Demokratów
- Skënder Hyseni – polityk, były minister spraw zagranicznych Kosowa

### Religia
- James Blair(inne języki) – ksiądz, misjonarz, założyciel College of William & Mary
- James Legge – misjonarz, sinolog, tłumacz chińskich dzieł klasycznych, pierwszy profesor sinologii na Uniwersytecie Oksfordzkim
- William Robinson Clark(inne języki) – teolog
- Oliver D. Crisp(inne języki) – teolog, profesor teologii na Fuller Theological Seminary
- William Smith(inne języki) – ksiądz, pierwszy rektor Uniwersytetu Pensylwanii, założyciel Washington College oraz St. John’s College

### Sztuka, film i media
- Nicky Campbell(inne języki) – dziennikarz, prezenter radiowy BBC Radio 5 Live i telewizyjny BBC One
- James Naughtie(inne języki) – prezenter radiowy i wiadomości BBC, jeden z prezenterów Today
- Sandy Gall(inne języki) – dziennikarz, pisarz, prezenter wiadomości
- Glen Oglaza(inne języki) – dziennikarz
- Derek Rae(inne języki) – komentator sportowy
- Iain Glen – aktor
- Tyrone Smith(inne języki) – dziennikarz, prezenter i producent telewizyjny
- Ian Robertson(inne języki) – komentator sportowy, były zawodnik rugby
- James Veitch – komediant
- Stephen House(inne języki) – starszy funkcjonariusz policji, pierwszy komendant Policji w Szkocji, asystent komisarza w Metropolitan Police
- Laura Main(inne języki) – aktorka

### Środowisko akademickie
- Colin Campbell(inne języki) – prawnik, były rektor Uniwersytetu w Nottingham (1988–2008)
- John Lundie Michie(inne języki) – pierwszy profesor filologii klasycznej i założyciel University of Queensland
- Andrew Ross(inne języki) – socjolog, profesor analizy społecznej i kulturalnej na Uniwersytecie Nowojorskim, działacz społeczny
- Robert Cormack(inne języki) – socjolog, były rektor University of the Highlands and Islands(inne języki) (2001–2009)
- Pamela Gillies(inne języki) – epidemiolog, rektor Glasgow Caledonian University
- Lord Sutherland of Houndwood(inne języki) – filozof, crossbencher Izby Lordów, były rektor Uniwersytetu Edynburskiego (1994–2002)

## Galeria

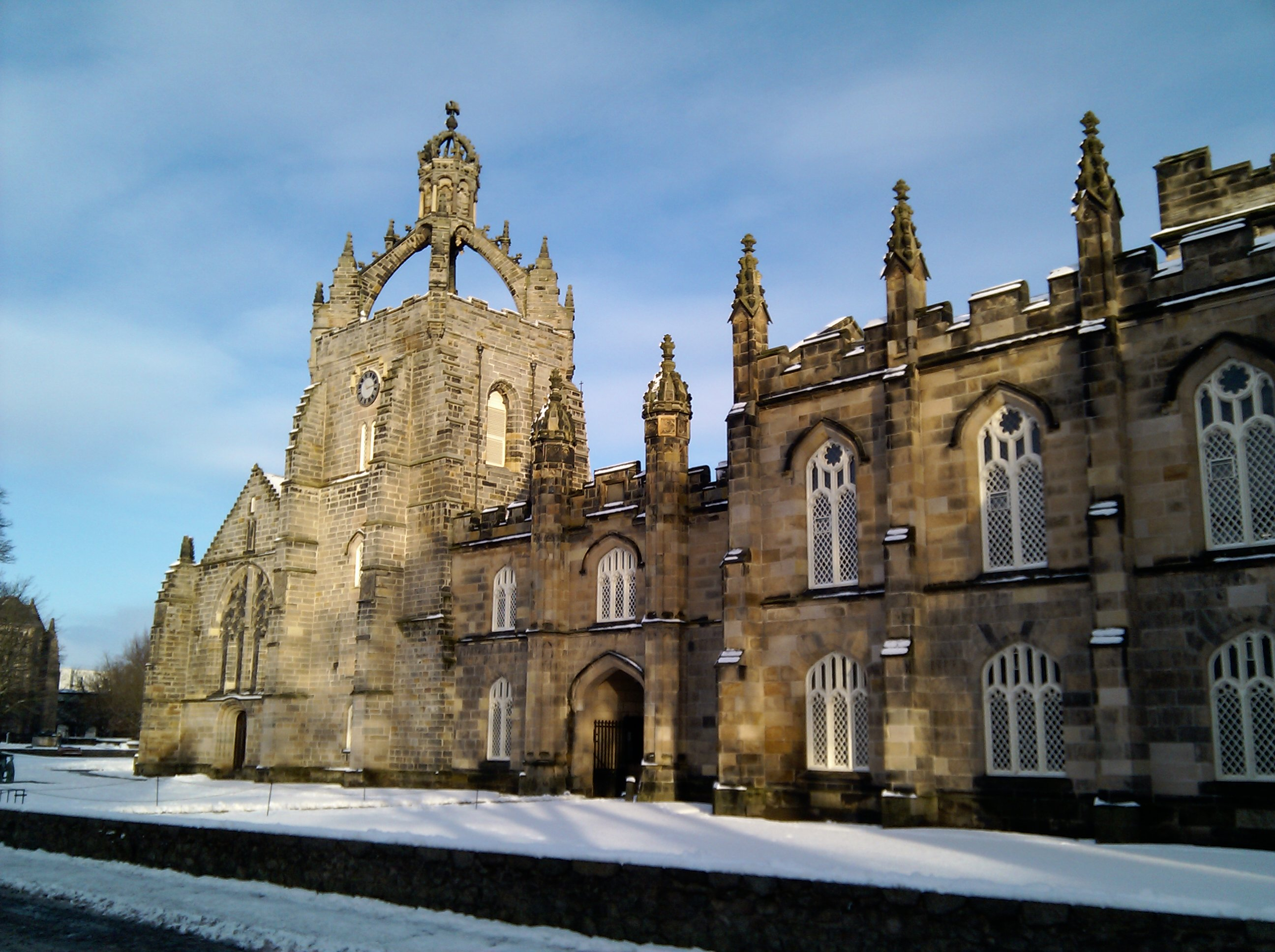
King’s College
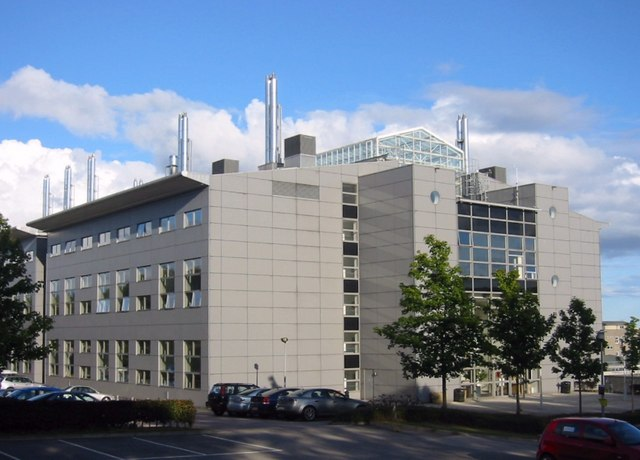
Instytut Nauk Medycznych
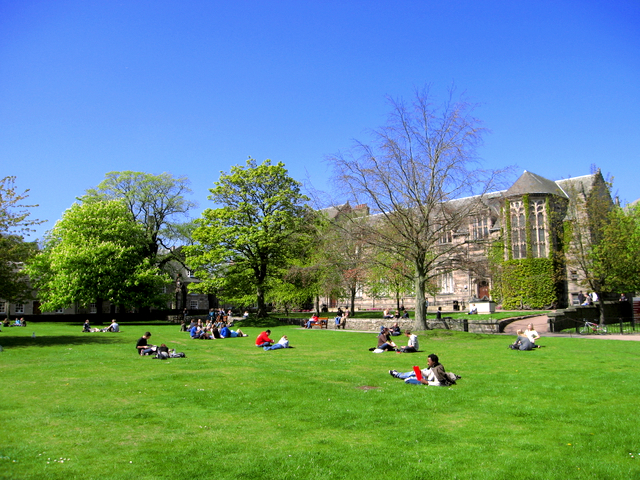
King’s College
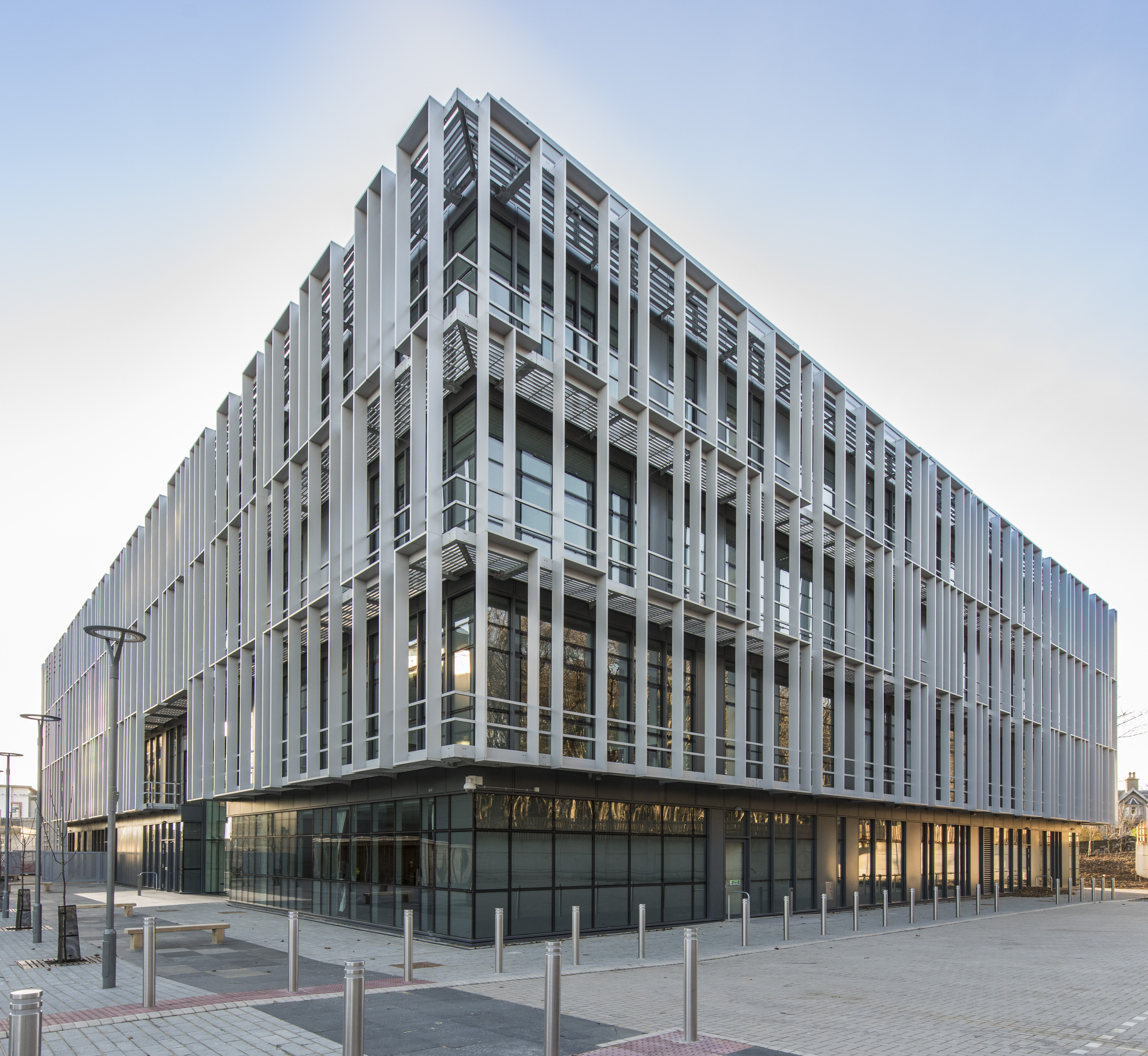
Rowett Institute
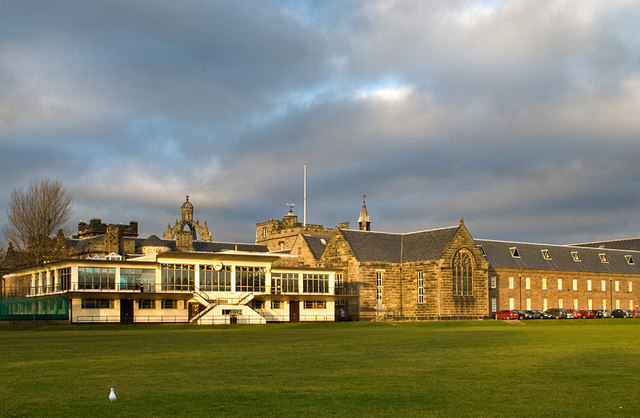
Pawilon sportowy King’s College
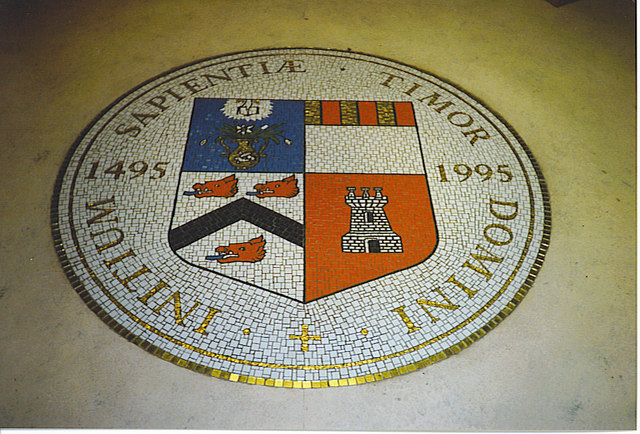
Mozaika herbu Uniwersytetu w Aberdeen na podłodze w King’s College
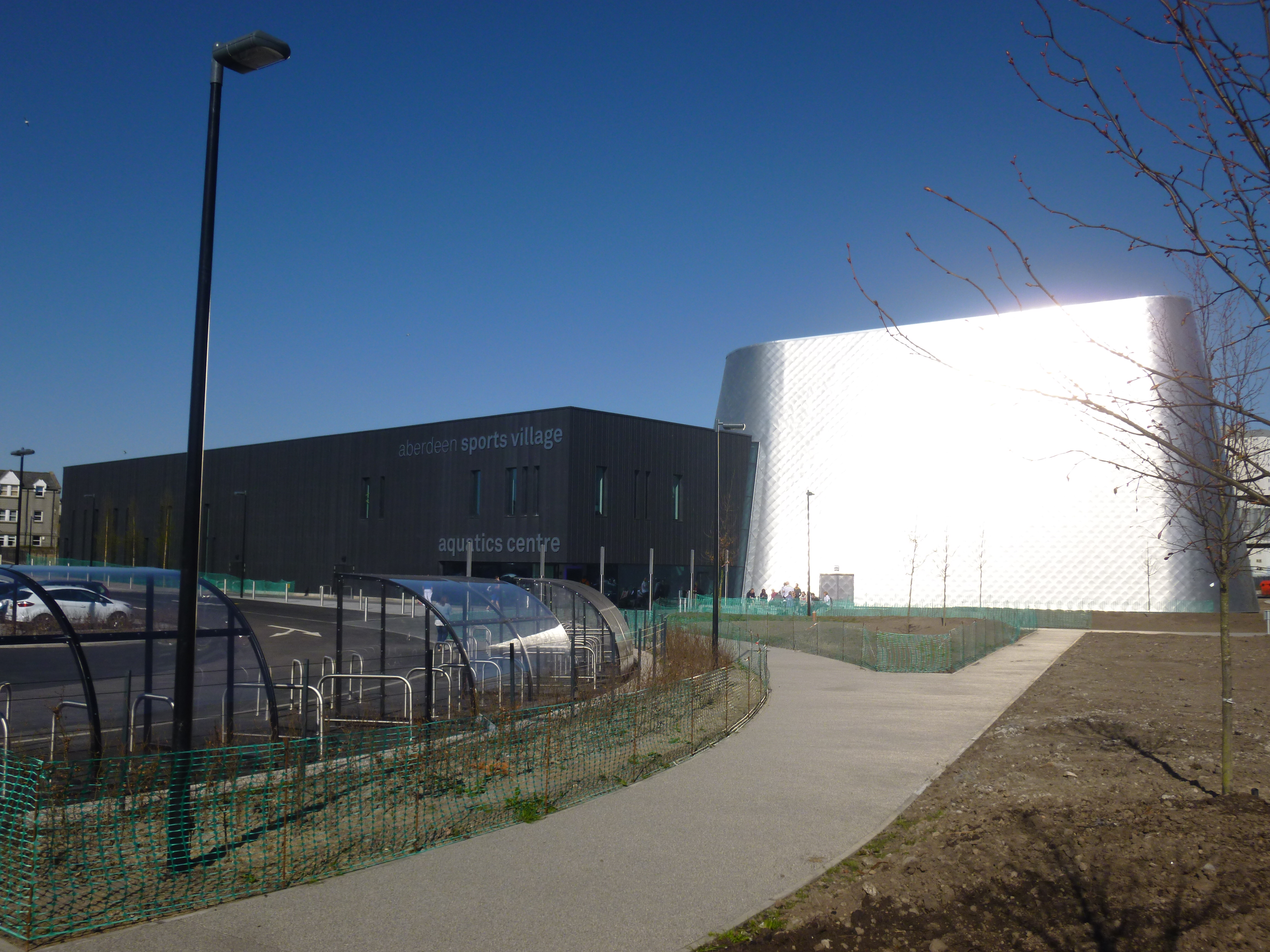
Aberdeen Sports Village Aquatics Centre
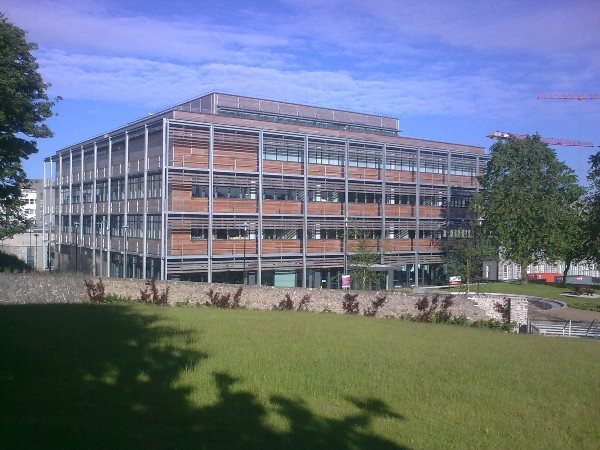
Suttie Centre
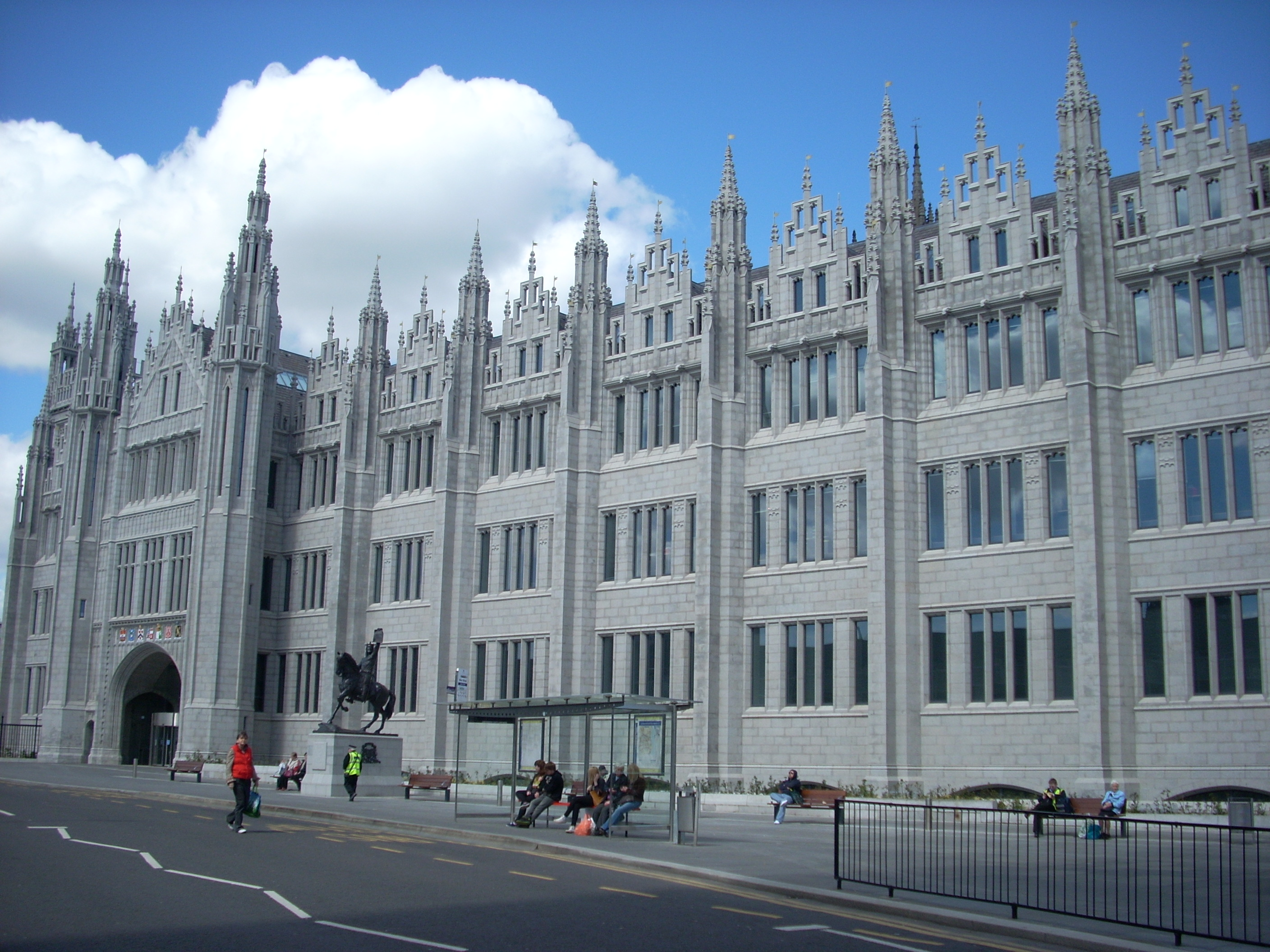
Marischal College